# Hans Messer
Hans Messer (* 1. Februar 1925 in Frankfurt am Main; † 20. Februar 1997 in Königstein im Taunus) war ein deutscher Unternehmer.

## Leben
Hans Messer wurde als zweites Kind von Adolf Messer mit seiner zweiten Ehefrau Thea Bicker (1900–1996) im Februar 1925 in Frankfurt am Main geboren. Er machte das Abitur 1942 an der Odenwaldschule, an der er 1940 Gefolgschaftsführer der Hitlerjugend war, und studierte zunächst zwei Semester Chemie an der Universität Frankfurt am Main. Es folgten der Einsatz beim Reichsarbeitsdienst, ein weiteres Semester Studium und schließlich die Einberufung zum Kriegsdienst. Er war in Russland, Polen und der Tschechoslowakei als Soldat eingesetzt. Im Frühjahr 1944 trat er den Heimweg über die Tschechoslowakei nach Königstein im Taunus an. Dort traf er im Juni 1944 ein. Er litt unter einer schweren Gelbsucht, die ihm lange zu schaffen machte. Er trat in die väterliche Firma ein und war ab 1. August 1945 für die Abteilung Lichtbogen-Schweißelektroden in Klein-Auheim verantwortlich. 
Parallel zu seinem Engagement im Unternehmen studierte Hans Messer Betriebswirtschaft und Chemie an der Universität Köln. Dort promovierte er 1952 mit einer Dissertation zum Thema „Die Industrialisierung Südamerikas als deutsches Exportproblem“. 
Nach der Promotion trat Hans Messer in die Geschäftsführung der Adolf Messer GmbH ein. Er begann damit, das Auslandsgeschäft der Firma systematisch auszubauen und die guten Auslandsverbindungen aus der Zeit vor dem Zweiten Weltkrieg wieder zu aktivieren. Nach dem Tod des Firmengründers Adolf Messer im Mai 1954 übernahm Hans Messer alleinverantwortlich die Leitung des Unternehmens und baute es auf allen Arbeitsgebieten national und international aus. In den 1950er und frühen 1960er Jahren nahmen der Umsatz und die Gewinne der Firma stark zu. 
Zum 1. Januar 1965 wurde die Adolf Messer GmbH mit den Industriegaseaktivitäten der Hoechst AG verbunden. Es entstand die Messer Griesheim GmbH, eines der größten internationalen Industriegaseunternehmen. Das Stammkapital von 30 Mio. DM wurde zu 66 % von Hoechst und zu 33 % von der Familie Messer gehalten.
Hans Messer war über Jahrzehnte als erfolgreicher Manager und Unternehmer tätig. Die Firma hat mehrere Konjunkturkrisen erfolgreich überstanden. Erst im Frühjahr 1993 zog sich Hans Messer aus dem operativen Geschäft des Unternehmens zurück. Am 15. März 1993 wurde Herbert Rudolf (* 1940) zum Nachfolger ernannt. Hans Messer wechselte in den Aufsichtsrat des Unternehmens.
Hans Messer übernahm zahlreiche Ehrenämter und war auch als Mäzen engagiert. Von 1980 bis 1990 war er Präsident der Industrie- und Handelskammer Frankfurt. Seit 1980 war er als Berater für die Auslandshandelskammern in der Schweiz, in Norwegen und Kroatien tätig. Auf sozialem, wissenschaftlichem und kulturellem Gebiet war sein Rat sehr gefragt. Stellvertretend seien hier nur die TH Darmstadt, das Tumorzentrum Rhein Main und die Stiftung Hochschule St. Georgen in Frankfurt genannt. Hans Messer war ferner Mitglied im „Verein Odenwaldschule e. V.“
Hans Messer war seit 1948 mit Ria Kaiser aus Neheim in Westfalen verheiratet. Aus der Ehe gingen die Kinder Thomas (* 1952), Stefan (* 1955) und Andrea (* 1960) hervor. Hans Messer starb an den Folgen einer Krebserkrankung im Mai 1997 im Alter von 72 Jahren. Er wurde in Königstein im Taunus beerdigt.

## Ehrungen
- Bundesverdienstkreuz 1. Klasse (2. November 1982)[3]
- Großes Bundesverdienstkreuz (22. November 1984)[3]
- Ehrensenator der TH Darmstadt (1985)
- Verleihung der Wilhelm-Leuschner-Medaille des Landes Hessen (1988)
- Hessischer Verdienstorden (1990)
- Großes Goldenes Ehrenzeichen für Verdienste um die Republik Österreich (1990)

## Hans-Messer-Stiftung
Als Anerkennung und zur Erinnerung an das außergewöhnliche soziale Engagement wurde 2004 die gemeinnützige Dr. Hans Messer Sozialstiftung gegründet. Die Stiftung, mit Sitz in Königstein im Taunus, hilft mit Spenden unschuldig in Not geratenen Menschen.

## Veröffentlichungen
- Die Industrialisierung Südamerikas als deutsches Exportproblem, Köln 1952.
- Messer-Griesheim, Weltgeschehen 1942-1982. 1982.
- Sozialpartnerschaft, quo vadis? Frankfurt am Main 1986.